# Castelul Amboise

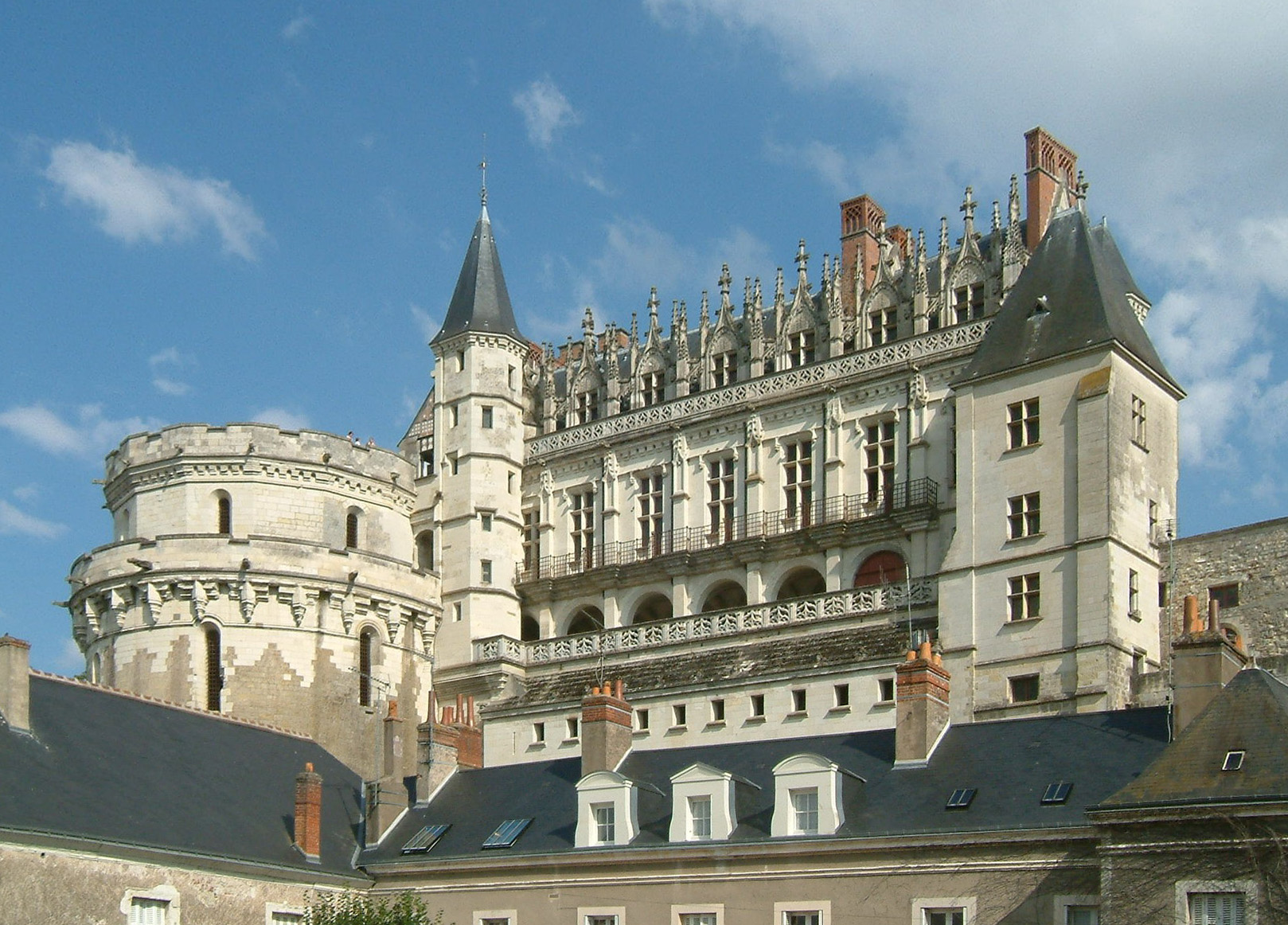

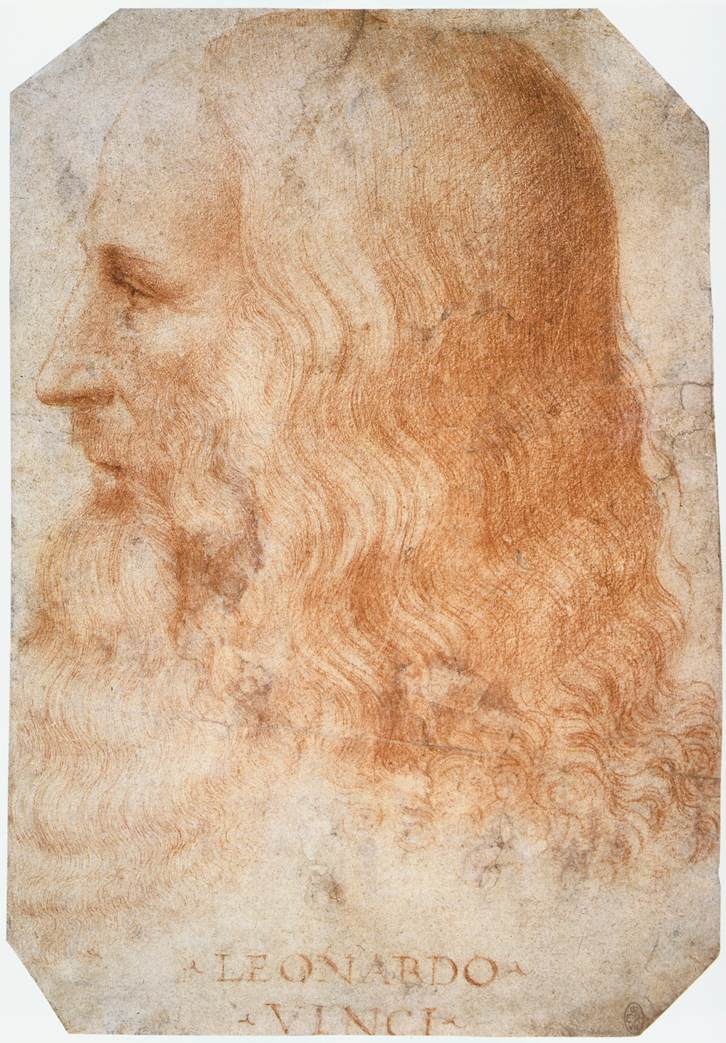

Castelul Amboise (în franceză Château d'Amboise) este situat in orașul Amboise, la confluența râurilor Loara si Masse. Platoul înalt care domină centrul Văii Loarei era un însemnat loc strategic încă din perioada galo-romană. Astăzi castelul Amboise este proprietatea orașului și este clasat Monument Istoric din anul 1845.

## Istoric
Povestea castelului începe în secolul al XI-lea, când Foulques Nerra, conte de Anjou, a reconstruit fortăreața în stâncă ce fusese ridicată în imediata vecinătate a Loarei, ca punct strategic. Începând din secolul al XI-lea, trei fortărețe ridicate pe fluviu, lângă insula Saint Jean, au fost în stăpânirea puternicilor conți de Amboise, până la confiscarea lor de către Ludovic al VII-lea.Vecinătatea insulei a facilitat construirea unui pod cu mare importanța economică și militară. În secolul al XV-lea, Ludovic al XI-lea a făcut din Amboise reședința soției sale Charlotte de Savoia care l-a născut aici pe viitorul Carol al VIII-lea în anul 1470.Acesta a copilărit în acest loc împreună cu sora sa, Anne de Beaujeu. La 13 ani a urcat pe tron și în 1492 a decis construirea unui nou și măreț castel.
La înapoierea din campania din Italia (1495), regele a adus nu numai prada de război, mobilier, tablouri, statui, ci și multe idei, precum și o echipă de 22 de meșteri constructori, sculptori, ebeniști si grădinari pentru a finaliza castelul  si parcul în felul celor văzute în Italia, dar mai fastuos. Printre acești artiști italieni s-au numărat Fra Giocondo, Boccador și horticultorul italian Pacello de Mercogliano.
Carol al VIII-lea a murit în 1498, la vârsta de 28 de ani, fără a se bucura pe deplin de rezultatele eforturilor sale. L-a urmat vărul său Ludovic al XII-lea, dar apogeul istoric al castelului va fi atins sub Francisc I, vărul și totodata ginerele lui Ludovic al XII-lea.În 1515 acesta l-a invitat aici pe Leonardo da Vinci (artistul avea pe atunci 64 de ani), care și-a trăit ultimii ani și a și fost îngropat aici.
La începutul secolului al XVII-lea, castelul a devenit proprietatea lui Gaston d’Orleans, fratele regelui Ludovic al XIII lea. Ulterior, castelul a cărei măreție a început să pălească și-a schimbat foarte des proprietarii în funcție de capriciile Coroanei. Din păcate mulți dintre noii proprietari nu au dispus de mijloacele materiale necesare pentru a-l întreține, el devenind treptat o ruină. Ca urmare, în 1848, statul a readus castelul în proprietatea sa și l-a transformat în închisoare, aici fiind închis până în 1852, Abd El Kader.
În 1873, castelul a fost din nou restituit familiei d’Orleans care l-a transformat în azil de bătrâni. Apoi, la începutul secolului al XX-lea, Ruprich-Robert și urmașii săi au restaurat Amboise, redându-i a doua tinerețe. În zilele noastre castelul are aceeași măreție ca în perioada sa de glorie din secolele XV-XVI cu toate că el nu mai reprezintă decât o cincime din ceea ce era o dată. Acum, fosta fortăreață Amboise este proprietate de stat, căruia i-a fost oferit de contele de Paris, fiind gazda unor spectacole în stil renascentist, organizate periodic de oficialitățile locale.

## Prezentarea castelului
În curtea sa, cândva înconjurată de construcții și în care aveau loc mari serbări (în timpul lor era acoperită cu o pânză și decorată cu sute de tapițerii), se ajunge pe o rampă înclinată, destinată călăreților și caretelor. Castelul s-a mărit puțin câte puțin din vest spre est, începând cu donjonul în formă de trapez, situat în extremitatea unui pinten stâncos. O cortină nord-sud precedată de un șanț a oprit alte dăți această zonă fortificată.
- Din donjon – în secolul al XV-lea sinonim cu castelul – a rămas astăzi o frumoasă capelă gotică. La început aceasta a fost inclusă în locuința regală construită de Ludovic al XI-lea, apoi locuită de Carol al VIII-lea și Anne de Bretagne. Peste linia fortificată a donjonului, în curtea inferioară se ridica altădată, colegiul Saint-Florentin care a fost biserică până în secolul al XV-lea.Din toate aceste construcții, cele mai multe au dispărut, demolate piatră cu piatră între anii 1805-1806 sub conducerea lui Roger Ducos: locuințele regale ale donjonului, încaperea Sept-Venus, colegiul Saint-Florentin, clădirea construită pentru a adăposti camera regelui Henric al II-lea.

- În apartamentele regale, mobilierul este gotic; pe perete o tapiserie de Oudenaarde.În Salle des États a locuit exilatul algerian.

- Turnul Cavalerilor (franceză Tour des Chevaliers), numit și Tour de Minimes (ordin monahal), cu diametrul de 21m, are o impresionantă scară elicoidală, care permite urcarea călare până la terasa care oferă o larga perspectivă peste fluviu și Tours.De aici se poate vedea „balconul conjuraților” și ușa scundă de piatră care i-a fost fatală lui Carol al VIII-lea: monarhul s-a lovit cu capul de pragul de sus și a decedat la câteva ore după aceea. Pe scară s-a mai întâmplat un accident. Venind în viteză Carol Quintul,(în lungul ei au fost înșirați ostași cu torțe aprinse pentru a-i lumina calea),o tapiserie a luat foc și împăratul era să fie asfixiat.

- Turnul Hurtault, din flancul sudic, are 24m diametru și pereți groși de 4.3m .

- Capela (franceză La Chapelle Saint Hubert) este o mică bijuterie arhitectonică în care se intră după ce se revine în curtea castelului. Arhitectura modernă care împodobește fațada capelei a fost proiectată în secolul al XIX-lea.Distrugerea locuinței regale explică degradarea rapidă a buiandrugului care se găsește deasupra ușii: piatra sa deschisă la culoare n-a fost aleasă pentru a fi expusă tuturor intemperiilor. Decorația interioară, în stil gotic flamboaiant, este bogată; vitraliile distruse de bombe în 1940 au fost înlocuite cu unele executate de Max Ingrand, care ilustrează viața Sf. Ludovic.

- Deasupra castelului se întinde un parc bine îngrijit "Jardin de Naples" , proiectat în spiritul grădinilor italiene. Acesta este situat în locul grădinii realizată de Dom Pacello da Mercogliano la sfârșitul secolului al XV-lea.

Micul conac de la Clos Lucé
La 500 m de castel, urcând prin rue Victor Hugo, alăturată acestuia, se ajunge la reședința în care Leonardo da Vinci a trăit în ultimii săi trei ani și a murit în 1519.Leonardo a fost nu numai un mare pictor, ci și un mare arhitect și inventator, care a considerat ca „experimentul este părintele certitudinii”. În elegantul conac, astăzi muzeu, sunt expuse machetele invențiilor sale (40 la număr, executate de IBM, pe baza schițelor originale, cu materiale din epoca, special pentru muzeu, între care aeroplanul, parașuta, tancul etc.). Printre alte încăperi se vizitează și camera în care a murit artistul în 1519. Clădirea din cărămidă aparentă este înconjurată de o gradină. Este fascinant să ne imaginăm serile în care tânărul Francisc I mergea, printr-o galerie subterană, la Clos Lucé, pentru a se sfătui cu ilustrul său maestru, primul inginer al epocii moderne.

## Legături externe
- fr  Castelul Amboise pe site-ul orașului Amboise
- fr  Site-ul castelului Amboise
- fr  Château d'Amboise
- , 19 august 2009, Revista Magazin

Coordonate: 47° 24′ 47″ N, 0° 59′ 9″ E